# 696 Leonora
Leonora (asteróide 696) é um asteróide da cintura principal com um diâmetro de 75,76 quilómetros, a 2,3706375 UA. Possui uma excentricidade de 0,2518257 e um período orbital de 2 060,08 dias (5,64 anos).
Leonora tem uma velocidade orbital média de 16,73252781 km/s e uma inclinação de 13,0416º.
Esse asteróide foi descoberto em 10 de Janeiro de 1910 por Joel Metcalf.